# Grupo de Coxeter
En matemáticas, un grupo de Coxeter, llamado así por el matemático británico H. S. M. Coxeter (1907-2003), es un grupo abstracto que admite una descripción formal en términos de reflexiones (o espejos caleidoscópicos). De hecho, los grupos de Coxeter finitos son precisamente los grupos de reflexión euclídeos finitos, de los que los grupos de simetría de los poliedros regulares son un ejemplo. Sin embargo, no todos los grupos de Coxeter son finitos, y no todos pueden describirse en términos de simetrías y reflexiones euclídeas. Los grupos de Coxeter se introdujeron (Coxeter, 1934) como abstracciones de los grupos de reflexión, y los grupos de Coxeter finitos se clasificaron en 1935 (Coxeter, 1935).
Estas estructuras algebraicas encuentran aplicaciones en muchas áreas de las matemáticas. Ejemplos de grupos de Coxeter finitos incluyen los grupos de simetría de los politopos regulares y los grupos de Weyl del álgebra de Lie simple. Los ejemplos de grupos de Coxeter infinitos incluyen los grupos triangulares correspondientes a los teselados regulares del plano euclídeo y del plano hiperbólico, y los grupos de Weyl del álgebra de Kac-Moody de dimensión infinita.
Entre las referencias estándar sobre el tema figuran los textos de (Humphreys, 1992) y (Davis, 2007).

## Definición
Formalmente, un grupo de Coxeter se puede definir como un grupo con la presentación
{\displaystyle \left\langle r_{1},r_{2},\ldots ,r_{n}\mid (r_{i}r_{j})^{m_{ij}}=1\right\rangle }
donde {\displaystyle m_{ii}=1} y {\displaystyle m_{ij}\geq 2} para {\displaystyle i\neq j}.
La condición {\displaystyle m_{ij}=\infty } significa que no se debe imponer ninguna relación de la forma {\displaystyle (r_{i}r_{j})^{m}}.
El par {\displaystyle (W,S)} donde {\displaystyle W} es un grupo de Coxeter con generadores {\displaystyle S=\{r_{1},\dots ,r_{n}\}} se llama sistema de Coxeter. Téngase en cuenta que, en general, {\displaystyle S}  no  está determinado únicamente por {\displaystyle W}. Por ejemplo, los grupos de Coxeter de tipo {\displaystyle B_{3}} y {\displaystyle A_{1}\times A_{3}} son isomórficos, pero los sistemas de Coxeter no son equivalentes (véanse a continuación una explicación de esta notación).
Se pueden extraer varias conclusiones inmediatamente de la definición anterior:
- La relación {\displaystyle m_{ii}=1} significa que {\displaystyle (r_{i}r_{i})^{1}=(r_{i})^{2}=1} para todos los {\displaystyle i} ; como tales los generadores son involuciones.
- Si {\displaystyle m_{ij}=2}, entonces los generadores {\displaystyle r_{i}} y {\displaystyle r_{j}} conmutan. Esto se sigue al observar que

{\displaystyle xx=yy=1},
que junto con
{\displaystyle xyxy=1}
implica que
{\displaystyle xy=x(xyxy)y=(xx)yx(yy)=yx}.
Alternativamente, dado que los generadores son involuciones, {\displaystyle r_{i}=r_{i}^{-1}}, entonces {\displaystyle (r_{i}r_{j})^{2}=r_{i}r_{j}r_{i}r_{j}=r_{i}r_{j}r_{i}^{-1}r_{j}^{-1}}, y por lo tanto es igual a un conmutador.
- Para evitar la redundancia entre las relaciones, es necesario asumir que {\displaystyle m_{ij}=m_{ji}}. Esto se sigue al observar que

{\displaystyle yy=1},
que junto con
{\displaystyle (xy)^{m}=1}
implica que
{\displaystyle (yx)^{m}=(yx)^{m}yy=y(xy)^{m}y=yy=1}.
Alternativamente, {\displaystyle (xy)^{k}} y {\displaystyle (yx)^{k}} son elementos conjugados, como {\displaystyle y(xy)^{k}y^{-1}=(yx)^{k}yy^{-1}=(yx)^{k}}.

### Matriz de Coxeter y matriz de Schläfli
La matriz de Coxeter es la matriz simétrica de orden {\displaystyle n\times n} con valores {\displaystyle m_{ij}}. De hecho, cada matriz simétrica con valores diagonales exclusivamente 1 y valores no diagonales en el conjunto {\displaystyle \{2,3,\ldots \}\cup \{\infty \}} es una matriz de Coxeter.
La matriz de Coxeter se puede codificar convenientemente mediante un diagrama de Coxeter, según las siguientes reglas:
- Los vértices del gráfico están etiquetados por subíndices del generador.
- Los vértices {\displaystyle i} y {\displaystyle j} son adyacentes si y solo si {\displaystyle m_{ij}\geq 3}.
- Un lado se etiqueta con el valor de {\displaystyle m_{ij}} siempre que el valor sea {\displaystyle 4} o mayor.

En particular, dos generadores conmutan si y solo si no están conectados por un lado.
Además, si un gráfico de Coxeter tiene dos o más componentes conectados, el grupo asociado es el producto directo de los grupos asociados a los componentes individuales.
Por lo tanto, la unión disjunta de los gráficos de Coxeter produce un producto directo de los grupos de Coxeter.
La matriz de Coxeter, {\displaystyle M_{ij}}, está relacionada con la matriz de Schläfli {\displaystyle C} de orden {\displaystyle n\times n} con valores {\displaystyle C_{ij}=-2\cos(\pi /M_{ij})}, pero los elementos se modifican, siendo proporcionales al producto escalar de los generadores por pares. La matriz de Schläfli es útil porque su autovalores determinan si el grupo de Coxeter es de "tipo finito" (todo positivo), "tipo afín" (todo no negativo, al menos un cero) o "tipo indefinido" (en caso contrario). El tipo indefinido a veces se subdivide aún más, por ejemplo, en elementos hiperbólicos y otros grupos de Coxeter. Sin embargo, existen múltiples definiciones no equivalentes para los grupos hiperbólicos de Coxeter.
| Grupo de Coxeter    | A1×A1                                                                         | A2                                                                                    | B2 | H2                                                                                            | G2 | {\displaystyle {\tilde {I}}_{1}}                                                          | A3 | B3 | D4 | {\displaystyle {\tilde {A}}_{3}} |
| ------------------- | ----------------------------------------------------------------------------- | ------------------------------------------------------------------------------------- | --- | --------------------------------------------------------------------------------------------- | --- | ----------------------------------------------------------------------------------------- | --- | --- | --- | --- |
| Diagrama de Coxeter |                                                                               |                                                                                       | |                                                                                               | |                                                                                           | | | | |
| Matriz de Coxeter   | {\displaystyle \left[{\begin{smallmatrix}1&2\\2&1\\\end{smallmatrix}}\right]} | {\displaystyle \left[{\begin{smallmatrix}1&3\\3&1\\\end{smallmatrix}}\right]}         | {\displaystyle \left[{\begin{smallmatrix}1&4\\4&1\\\end{smallmatrix}}\right]}                             | {\displaystyle \left[{\begin{smallmatrix}1&5\\5&1\\\end{smallmatrix}}\right]}                 | {\displaystyle \left[{\begin{smallmatrix}1&6\\6&1\\\end{smallmatrix}}\right]}                             | {\displaystyle \left[{\begin{smallmatrix}1&\infty \\\infty &1\\\end{smallmatrix}}\right]} | {\displaystyle \left[{\begin{smallmatrix}1&3&2\\3&1&3\\2&3&1\end{smallmatrix}}\right]}                         | {\displaystyle \left[{\begin{smallmatrix}1&4&2\\4&1&3\\2&3&1\end{smallmatrix}}\right]}                                                             | {\displaystyle \left[{\begin{smallmatrix}1&3&2&2\\3&1&3&3\\2&3&1&2\\2&3&2&1\end{smallmatrix}}\right]}                                               | {\displaystyle \left[{\begin{smallmatrix}1&3&2&3\\3&1&3&2\\2&3&1&3\\3&2&3&1\end{smallmatrix}}\right]}                                         |
| Matriz de Schläfli  | {\displaystyle \left[{\begin{smallmatrix}2&0\\0&2\end{smallmatrix}}\right]}   | {\displaystyle \left[{\begin{smallmatrix}\ \,2&-1\\-1&\ \,2\end{smallmatrix}}\right]} | {\displaystyle \left[{\begin{smallmatrix}\ \,2&-{\sqrt {2}}\\-{\sqrt {2}}&\ \,2\end{smallmatrix}}\right]} | {\displaystyle \left[{\begin{smallmatrix}\ \,2&-\phi \\-\phi &\ \,2\end{smallmatrix}}\right]} | {\displaystyle \left[{\begin{smallmatrix}\ \,2&-{\sqrt {3}}\\-{\sqrt {3}}&\ \,2\end{smallmatrix}}\right]} | {\displaystyle \left[{\begin{smallmatrix}\ \,2&-2\\-2&\ \,2\end{smallmatrix}}\right]}     | {\displaystyle \left[{\begin{smallmatrix}\ \,2&-1&\ \,0\\-1&\ \,2&-1\\\ \,0&-1&\ \,2\end{smallmatrix}}\right]} | {\displaystyle \left[{\begin{smallmatrix}\ \,\ \ 2&-{\sqrt {2}}&\ \,0\\-{\sqrt {2}}&\ \,\ \ 2&-1\\\ \,\ \ 0&\ \,-1&\ \,2\end{smallmatrix}}\right]} | {\displaystyle \left[{\begin{smallmatrix}\ \,2&-1&\ \,0&\ \,0\\-1&\ \,2&-1&-1\\\ \,0&-1&\ \,2&\ \,0\\\ \,0&-1&\ \,0&\ \,2\end{smallmatrix}}\right]} | {\displaystyle \left[{\begin{smallmatrix}\ \,2&-1&\ \,0&-1\\-1&\ \,2&-1&\ \,0\\\ \,0&-1&\ \,2&-1\\-1&\ \,0&-1&\ \,2\end{smallmatrix}}\right]} |

## Un ejemplo
El gráfico {\displaystyle A_{n}}, en el que los vértices desde 1 hasta n se colocan en una fila, con cada vértice conectado por un enlace no marcado con sus vecinos inmediatos, da lugar al grupo simétrico Sn+1; generadores correspondientes a las transposiciones (1 2), (2 3), ..., (n n+1). Dos transposiciones no consecutivas siempre conmutan, mientras que (k k+1) (k+1 k+2) dan lugar al ciclo ternario (k k+2 k+1). Por supuesto, esto solo muestra que Sn+1 es un grupo cociente del grupo de Coxeter descrito por el gráfico, pero no es demasiado difícil verificar que la igualdad se mantiene.

## Conexión con grupos de reflexión
Los grupos de Coxeter están profundamente conectados con el grupo de reflexión. En pocas palabras, los grupos de Coxeter son grupos abstractos (dados a través de una presentación), mientras que los grupos de reflexión son grupos concretos (dados como subgrupos de grupos lineales o varias generalizaciones). Los grupos de Coxeter surgieron del estudio de los grupos de reflexión, siendo una abstracción de los mismos: un grupo de reflexión es un subgrupo de un grupo lineal generado por reflexiones (que tienen un orden 2), mientras que un grupo de Coxeter es un grupo abstracto generado por involuciones (elementos de orden 2, abstracción de reflexiones), y cuyas relaciones tienen una cierta forma ({\displaystyle (r_{i}r_{j})^{k}}, correspondiente a hiperplanos que se encuentran en un ángulo de {\displaystyle \pi /k}, con {\displaystyle r_{i}r_{j}} siendo una abstracción de orden k de una rotación según un ángulo de {\displaystyle 2\pi /k}).
El grupo abstracto de un grupo de reflexión es un grupo de Coxeter, mientras que, a la inversa, un grupo de reflexión puede verse como una representación lineal de un grupo de Coxeter. Para grupos de reflexión finitos, esto produce una correspondencia exacta: cada grupo de Coxeter finito admite una representación fiel como grupo de reflexión finita de algún espacio euclideo. Sin embargo, para grupos de Coxeter infinitos, un grupo de Coxeter puede no admitir una representación como grupo de reflexión.
Históricamente,(Coxeter, 1934) demostró que cada grupo de reflexión es un grupo de Coxeter (es decir, tiene una presentación donde todas las relaciones son de la forma {\displaystyle r_{i}^{2}} o {\displaystyle (r_{i}r_{j})^{k}}), y de hecho este documento introdujo la noción de grupo de Coxeter, mientras que (Coxeter, 1935) demostró que cada grupo de Coxeter finito posee una representación como grupo de reflexión, y clasificó los grupos de Coxeter finitos.

## Grupos de Coxeter finitos

Gráficos de Coxeter de los grupos de Coxeter finitos

### Clasificación
Los grupos de Coxeter finitos se clasificaron en (Coxeter, 1935), en términos de diagramas de Coxeter; todos están representados por grupos de reflexión de espacios euclídeos de dimensiones finitas.
Los grupos de Coxeter finitos consisten en tres familias de un parámetro de rango creciente {\displaystyle A_{n},B_{n},D_{n},} una familia de un parámetro de dimensión dos, {\displaystyle I_{2}(p),} y seis grupos excepcionales: {\displaystyle E_{6},E_{7},E_{8},F_{4},H_{3},} y {\displaystyle H_{4}.}

### Grupos de Weyl
Muchos, pero no todos, son grupos de Weyl, y cada grupo de Weyl puede realizarse como un grupo de Coxeter. Los grupos de Weyl son las familias {\displaystyle A_{n},B_{n},} y {\displaystyle D_{n},} y las excepciones {\displaystyle E_{6},E_{7},E_{8},F_{4},} y {\displaystyle I_{2}(6),} denotadas en la notación de grupo de Weyl como {\displaystyle G_{2}.} Los grupos que no son de Weyl son las excepciones {\displaystyle H_{3}} y {\displaystyle H_{4},} y la familia {\displaystyle I_{2}(p)}, excepto cuando coincide con uno de los grupos de Weyl (es decir, {\displaystyle I_{2}(3)\cong A_{2},I_{2}(4)\cong B_{2},} y {\displaystyle I_{2}(6)\cong G_{2}}).
Esto se puede probar comparando las restricciones en los diagramas de Dynkin (no dirigidos) con las restricciones en los diagramas de Coxeter de grupos finitos: formalmente, el grafo de Coxeter se puede obtener del diagrama de Dynkin descartando la dirección de los bordes y reemplazando cada borde doble con un borde etiquetado como 4, y cada borde triple por un borde etiquetado como 6. Obsérvese también que cada grupo de Coxeter generado finitamente es un grupo automático. Los diagramas de Dynkin tienen la restricción adicional de que las únicas etiquetas de borde permitidas son 2, 3, 4 y 6, lo que produce el resultado anterior. Geométricamente, esto corresponde al teorema de restricción cristalográfica, y al hecho de que los politopos excluidos no llenan el espacio ni recubren el plano; para {\displaystyle H_{3},} el dodecaedro (dualmente, icosaedro) no rellena el espacio; para {\displaystyle H_{4},}, el panal de 120 celdas (doblemente, 600 celdas) no rellenan el espacio; para {\displaystyle I_{2}(p)} un p-gono no recubre el plano con un mosaico excepto {\displaystyle p=3,4,} o {\displaystyle 6} (los teselados triangulares, cuadrados y hexagonales, respectivamente).
Téngase en cuenta además que los diagramas (dirigidos) de Dynkin Bn y Cn dan lugar al mismo grupo de Weyl (de ahí el grupo de Coxeter), porque difieren como gráficos dirigidos, pero están de acuerdo como  gráficos no dirigidos: la dirección es importante para los sistemas raíz pero no para el grupo de Weyl; esto corresponde a que un hipercubo y politopo de cruce sean politopos regulares diferentes pero que tengan el mismo grupo de simetría.

### Propiedades
Algunas propiedades de los grupos de Coxeter irreducibles finitos se dan en la siguiente tabla. El orden de los grupos reducibles puede calcularse por el producto de sus órdenes de subgrupos irreducibles.
| Orden n | Símbolo del grupo | Símbolo Alternativo | Notación de corchetes | Grafo de Coxeter | Reflexiones m = ½nh | Número de Coxeter h | Orden               | Estructura de grupo | Politopos relacionados  |
| ------- | ----------------- | ------------------- | --------------------- | ---------------- | ------------------- | ------------------- | ------------------- | --- | ----------------------- |
| 1       | A1                | A1                  | [ ]                   |                  | 1                   | 2                   | 2                   | {\displaystyle S_{2}} | { }                     |
| 2       | A2                | A2                  | [3]                   |                  | 3                   | 3                   | 6                   | {\displaystyle S_{3}\cong D_{6}\cong \operatorname {GO} _{2}^{-}(2)\cong \operatorname {GO} _{2}^{+}(4)}                                                                                     | {3}                     |
| 3       | A3                | A3                  | [3,3]                 |                  | 6                   | 4                   | 24                  | {\displaystyle S_{4}} | {3,3}                   |
| 4       | A4                | A4                  | [3,3,3]               |                  | 10                  | 5                   | 120                 | {\displaystyle S_{5}} | {3,3,3}                 |
| 5       | A5                | A5                  | [3,3,3,3]             |                  | 15                  | 6                   | 720                 | {\displaystyle S_{6}} | {3,3,3,3}               |
| n       | An                | An                  | [3n−1]                | ...              | n(n + 1)/2          | n + 1               | (n + 1)!            | {\displaystyle S_{n+1}} | n-símplex               |
| 2       | B2                | C2                  | [4]                   |                  | 4                   | 4                   | 8                   | {\displaystyle C_{2}\wr S_{2}\cong D_{8}\cong \operatorname {GO} _{2}^{-}(3)\cong \operatorname {GO} _{2}^{+}(5)}                                                                            | {4}                     |
| 3       | B3                | C3                  | [4,3]                 |                  | 9                   | 6                   | 48                  | {\displaystyle C_{2}\wr S_{3}\cong S_{4}\times 2} | {4,3} / {3,4}           |
| 4       | B4                | C4                  | [4,3,3]               |                  | 16                  | 8                   | 384                 | {\displaystyle C_{2}\wr S_{4}} | -{4,3,3} / {3,3,4}      |
| 5       | B5                | C5                  | [4,3,3,3]             |                  | 25                  | 10                  | 3840                | {\displaystyle C_{2}\wr S_{5}} | {4,3,3,3} / {3,3,3,4}   |
| n       | Bn                | Cn                  | [4,3n−2]              | ...              | n2                  | 2n                  | 2n !                | {\displaystyle C_{2}\wr S_{n}} | n-cubo / n-ortoplex     |
| 4       | D4                | B4                  | [31,1,1]              |                  | 12                  | 6                   | 192                 | {\displaystyle C_{2}^{3}S_{4}\cong 2^{1+4}\colon S_{3}} | h{4,3,3} / {3,31,1}     |
| 5       | D5                | B5                  | [32,1,1]              |                  | 20                  | 8                   | 1920                | {\displaystyle C_{2}^{4}S_{5}} | h{4,3,3,3} / {3,3,31,1} |
| n       | Dn                | Bn                  | [3n−3,1,1]            | ...              | n(n − 1)            | 2(n − 1)            | 2n−1 n!             | {\displaystyle C_{2}^{n-1}S_{n}} | n-demicubo / n-ortoplex |
| 6       | E6                | E6                  | [32,2,1]              |                  | 36                  | 12                  | 51840 (72x6!)       | {\displaystyle {\begin{aligned}\operatorname {GO} _{6}^{-}(2)&\cong \operatorname {PSU} _{4}(2)\colon 2\\&\cong \operatorname {SO} _{5}(3)\\&\cong \operatorname {Sp} _{4}(3)\end{aligned}}} | 221, 122                |
| 7       | E7                | E7                  | [33,2,1]              |                  | 63                  | 18                  | 2903040 (72x8!)     | {\displaystyle \operatorname {GO} _{7}(2)\times 2\cong \operatorname {Sp} _{6}(2)\times 2}                                                                                                   | 321, 231, 132           |
| 8       | E8                | E8                  | [34,2,1]              |                  | 120                 | 30                  | 696729600 (192x10!) | {\displaystyle 2\cdot \operatorname {GO} _{8}^{+}(2)} | 421, 241, 142           |
| 4       | F4                | F4                  | [3,4,3]               |                  | 24                  | 12                  | 1152                | {\displaystyle \operatorname {GO} _{4}^{+}(3)\cong 2^{1+4}\colon (S_{3}\times S_{3})} | {3,4,3}                 |
| 2       | G2                | – (D6 2)            | [6]                   |                  | 6                   | 6                   | 12                  | {\displaystyle D_{12}\cong \operatorname {GO} _{2}^{-}(5)\cong \operatorname {GO} _{2}^{+}(7)}                                                                                               | {6}                     |
| 2       | H2                | G2                  | [5]                   |                  | 5                   | 5                   | 10                  | {\displaystyle D_{10}\cong \operatorname {GO} _{2}^{-}(4)} | {5}                     |
| 3       | H3                | G3                  | [3,5]                 |                  | 15                  | 10                  | 120                 | {\displaystyle 2\times A_{5}} | {3,5} / {5,3}           |
| 4       | H4                | G4                  | [3,3,5]               |                  | 60                  | 30                  | 14400               | {\displaystyle 2\cdot (A_{5}\times A_{5})\colon 2} | {5,3,3} / {3,3,5}       |
| 2       | I2(n)             | Dn 2                | [n]                   |                  | n                   | n                   | 2n                  | {\displaystyle D_{2n}} {\displaystyle \cong \operatorname {GO} _{2}^{-}(n-1)} when n = pk + 1, p prime {\displaystyle \cong \operatorname {GO} _{2}^{+}(n+1)} when n = pk − 1, p prime       | {p}                     |

### Grupos de simetría de politopos regulares
Todos los grupos de simetría de politopos regulares son grupos de Coxeter finitos. Téngase en cuenta que los poliedros conjugados tienen el mismo grupo de simetría.
Hay tres series de politopos regulares en todas las dimensiones. El grupo de simetría de un n:símplex regular es el grupo simétrico Sn+1, también conocido como el grupo de Coxeter del tipo An. El grupo de simetría del n-cubo y su dual, n-politopo de cruce, es Bn, y se conoce como grupo hiperoctaedral.
Los politopos regulares excepcionales en las dimensiones dos, tres y cuatro corresponden a otros grupos de Coxeter. En dos dimensiones, los grupos diedrales, que son los grupos de simetría de los polígonos regulares, forman la serie I2(p). En tres dimensiones, el grupo de simetría del dodecaedro regular y su dual, el icosaedro regular, es H3, conocido como el grupo icosaedral completo. En cuatro dimensiones, hay tres politopos regulares especiales, el icositetracoron, el hecatonicosacoron y el hexacosicoron. El primero tiene un grupo de simetría F4, mientras que los otros dos son duales y tienen un grupo de simetría H4.
Los grupos de Coxeter del tipo Dn,  E6, E7 y E8 son los grupos de simetría de ciertos politopos semiregulares.
| I2(p) | Dn |

| E6 | E7 | E8 | F4 | G2 |

## Grupos afines de Coxeter

Diagramas de Coxeter para los grupos de Coxeter afines

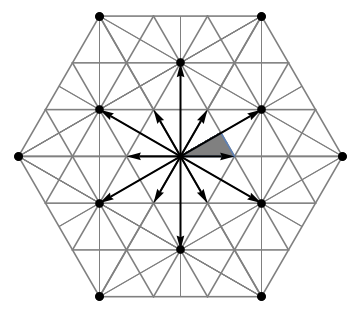
Diagrama de Stiefel del sistema de raíces

Los grupos afines de Coxeter forman una segunda serie importante de grupos de Coxeter. No son finitos en sí mismos, pero cada uno contiene un subgrupo abeliano normal tal que el grupo cociente correspondiente es finito. En cada caso, el grupo cociente es en sí mismo un grupo de Coxeter, y el gráfico de Coxeter del grupo de Coxeter afín se obtiene del gráfico de Coxeter del grupo cociente al agregar otro vértice y uno o dos bordes adicionales. Por ejemplo, para n ≥ 2, el gráfico que consiste en n+1 vértices en un círculo se obtiene de An de esta manera, y el grupo de Coxeter correspondiente es el grupo afín de Weyl de An. Para n = 2, esto puede representarse como un subgrupo del grupo de simetría del teselado estándar del plano mediante triángulos equiláteros.
En general, dado un sistema de raíces, se puede construir el diagrama de Stiefel asociado, que consiste en los hiperplanos ortogonales a las raíces junto con ciertas traslaciones de estos hiperplanos. El grupo afín de Coxeter (o grupo afín de Weyl) es entonces el grupo generado por las reflexiones (afines) sobre todos los hiperplanos en el diagrama. El diagrama de Stiefel divide el plano en infinitos componentes conectados entre sí llamados nichos, y el grupo afín de Coxeter actúa libre y transitivamente en los nichos, así como el grupo de Weyl ordinario actúa libre y transitivamente en las celdas de Weyl. La figura de la derecha ilustra el diagrama de Stiefel para el sistema de raíces {\displaystyle G_{2}}.
Supóngase que {\displaystyle R} es un sistema de raíces irreducible de rango {\displaystyle r>1}; y sea {\displaystyle \alpha _{1},\ldots ,\alpha _{r}} una colección de raíces simples. Sea, también, {\displaystyle \alpha _{r+1}} la raíz más alta. Entonces, el grupo de Coxeter afín es generado por las reflexiones ordinarias (lineales) sobre los hiperplanos perpendiculares a {\displaystyle \alpha _{1},\ldots ,\alpha _{r}}, junto con una reflexión afín sobre una traslación del hiperplano perpendicular a {\displaystyle \alpha _{r+1}}. El gráfico de Coxeter para el grupo de Weyl afín es el diagrama de Coxeter-Dynkin para {\displaystyle R}, junto con un nodo adicional asociado a {\displaystyle \alpha _{r+1}}. En este caso, se puede obtener un nicho del diagrama de Stiefel tomando la celda fundamental de Weyl y cortándola mediante una traslación del hiperplano perpendicular a {\displaystyle \alpha _{r+1}}.
A continuación se incluye una lista de los grupos afines de Coxeter:
| Símbolo de grupo                 | Símbolo de Witt         | Notación de corchetes | Gráfo de Coxeter | Teselaciones uniformes relacionadas      |
| -------------------------------- | ----------------------- | --------------------- | ---------------- | ---------------------------------------- |
| {\displaystyle {\tilde {A}}_{n}} | {\displaystyle P_{n+1}} | [3[n]                 | ... · or · ...   | Panal simpléctico                        |
| {\displaystyle {\tilde {B}}_{n}} | {\displaystyle S_{n+1}} | [4,3n − 3,31,1]       | ...              | Panal demihipercúbico                    |
| {\displaystyle {\tilde {C}}_{n}} | {\displaystyle R_{n+1}} | [4,3n−2,4]            | ...              | Panal hipercúbico                        |
| {\displaystyle {\tilde {D}}_{n}} | {\displaystyle Q_{n+1}} | [ 31,1,3n−4,31,1]     | ...              | Panal demihipercúbico                    |
| {\displaystyle {\tilde {E}}_{6}} | {\displaystyle T_{7}}   | [32,2,2]              | o                | 222                                      |
| {\displaystyle {\tilde {E}}_{7}} | {\displaystyle T_{8}}   | [33,3,1]              | o                | 331, 133                                 |
| {\displaystyle {\tilde {E}}_{8}} | {\displaystyle T_{9}}   | [35,2,1]              |                  | 521, 251, 152                            |
| {\displaystyle {\tilde {F}}_{4}} | {\displaystyle U_{5}}   | [3,4,3,3]             |                  | Panal de 16-celdas Panal de 24-celdas    |
| {\displaystyle {\tilde {G}}_{2}} | {\displaystyle V_{3}}   | [6,3]                 |                  | Teselado hexagonal y Teselado triangular |
| {\displaystyle {\tilde {I}}_{1}} | {\displaystyle W_{2}}   | [∞]                   |                  | Apeirógono                               |

El subíndice de símbolo de grupo es uno menos que el número de nodos en cada caso, ya que cada uno de estos grupos se obtuvo agregando un nodo al gráfico de un grupo finito.

## Grupos de Coxeter hiperbólicos
Hay infinitos grupos de Coxeter hiperbólicos que describen grupos de reflexión en el espacio hiperbólico, en particular los grupos de triángulos hiperbólicos.

## Órdenes parciales
Una elección de generadores de reflexión da lugar a una función longitud ℓ en un grupo de Coxeter, es decir, el número mínimo de usos de generadores necesarios para expresar un elemento de grupo; esta es precisamente la longitud en métrica de palabra en un grafo de Cayley. Una expresión de v usando los generadores ℓ(v) es una palabra reducida. Por ejemplo, la permutación (13) en S3 tiene dos palabras reducidas, (12) (23) (12) y (23) (12) (23). La función {\displaystyle v\to (-1)^{\ell (v)}} define una aplicación {\displaystyle G\to \{\pm 1\},} generalizando la paridad de una permutación para el grupo simétrico.
Al usar palabras reducidas, se pueden definir tres conjuntos parcialmente ordenados en el grupo de Coxeter, el orden débil (derecho), el orden absoluto y el orden de Bruhat (nombrado así por François Bruhat). Un elemento v excede a un elemento u en el orden Bruhat si algún (o equivalente, cualquier) palabra reducida de v contiene una palabra reducida de u como una subcadena, donde se eliminan algunas letras (en cualquier posición). En el orden débil, v ≥ u si alguna palabra reducida para v contiene una palabra reducida para u como segmento inicial. De hecho, la longitud de la palabra convierte esta condición en un conjunto parcialmente ordenado graduado. Los diagramas de Hasse correspondientes a estas relaciones de orden son objetos de estudio y están relacionados con el grafo de Cayley determinado por los generadores. El orden absoluto se define de manera análoga al orden débil, pero con un conjunto generador/alfabeto que consiste en todos los conjugados de los generadores Coxeter.
Por ejemplo, la permutación (1 2 3) en S3 tiene solo una palabra reducida, (12) (23), por lo que cubre (12) y (23) en el orden de Bruhat pero solo cubre (12) en el orden débil.

## Homología
Dado que un grupo de Coxeter {\displaystyle W} se genera mediante elementos finitos de orden 2, su subgrupo conmutador es un grupo abeliano elemental de orden 2, es decir, es isomorfo a la suma directa de varias copias del grupo cíclico {\displaystyle Z_{2}}. Esto puede reexpresarse en términos del primer grupo de homología de {\displaystyle W}.
El multiplicador de Schur {\displaystyle M(W)}, igual al segundo grupo de homología de {\displaystyle W}, se calculó en (Ihara y Yokonuma, 1965) para grupos de reflexión finitos y en (Yokonuma, 1965) para grupos de reflexión afines, con una relación más unificada dada en (Howlett, 1988). En todos los casos, el multiplicador de Schur también es un grupo abeliano elemental de grupos de orden 2. Para cada familia {\displaystyle \{W_{n}\}} infinita de grupos de Weyl finitos o afines, el rango de {\displaystyle M(W_{n})} se estabiliza a medida que {\displaystyle n} tiende a infinito.